# Грузинский, Давид Багратович
Его́ Ца́рское Высо́чество Царе́вич Давид Багратович Грузинский (Багратион-Грузинский) (груз.  დავით ბაგრატის ძე  გრუზინსკი (ბაგრატიონ-გრუზინსკი)) (30 апреля 1819 — 24 сентября 1888, Москва) — глава Дома Багратионов (в 1880—1888 гг.), прямой потомок по мужской линии последнего грузинского царя Георгия XII.

## Биография
Из семьи Багратионов. Сын царевича Баграта Георгиевича (1776—1841) и его супруги Екатерины Дурмишхановны, урождённой княжны Чолокашвили (1781—1831). С 6 мая 1833 года носил титул князя (с 20 июня 1865 года светлейшего князя) Грузинского.
В 1838 году из пажей был выпущен с чином XIV класса, состоял при наместнике Кавказа. С 1880 года после смерти своего двоюродного племянника Светлейшего Князя Иоанна Григорьевича и до конца жизни являлся старшим в мужском потомстве последнего царя Грузии Георгия XII, частью грузинских монархистов считался главой царского дома и претендентом на престол. Похоронен в московском Покровском монастыре.

## Семья

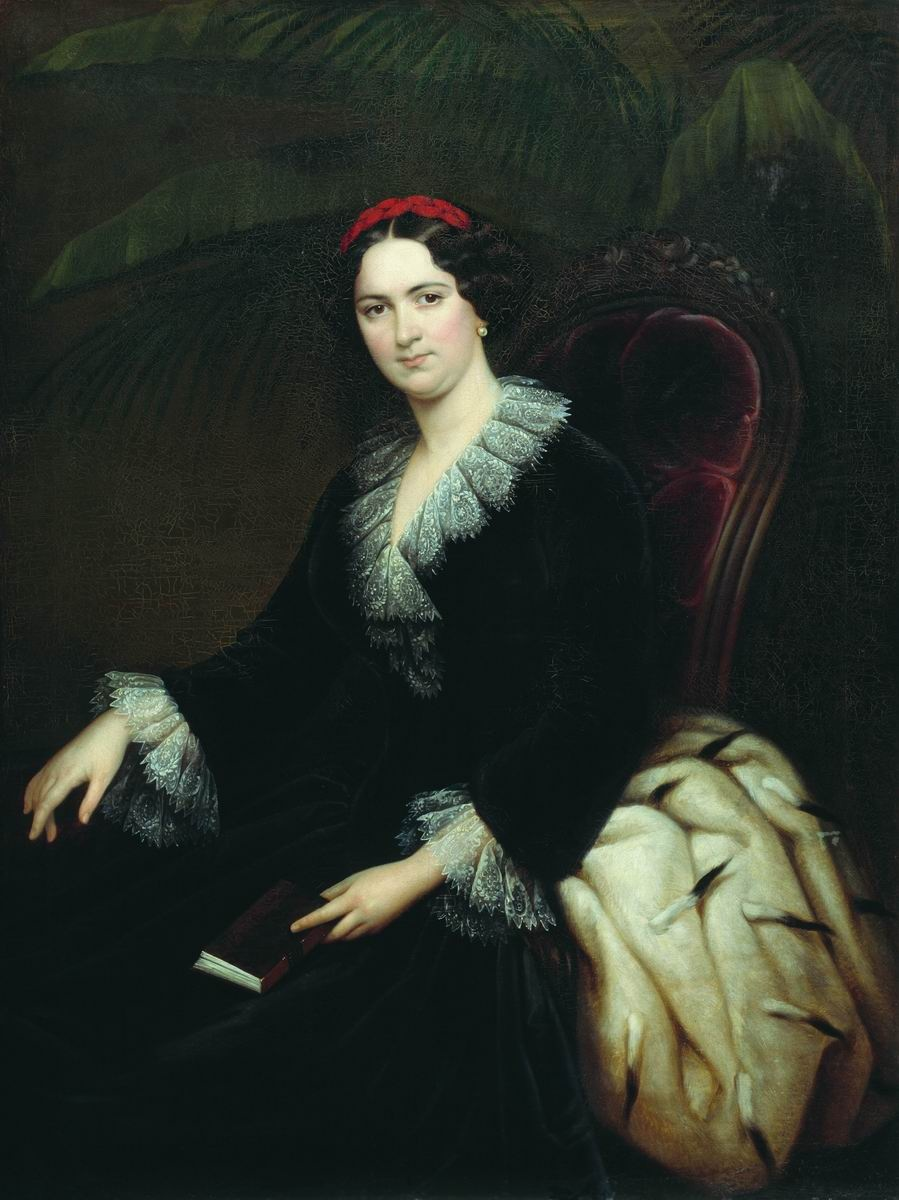
Княгиня Анна Алексеевна на портрете С. К. Зарянко (1856)

Был женат на Анне Алексеевне Мазуриной (11.01.1824—10.08.1866), дочери московского городского головы и богатого фабриканта, Алексея Алексеевича Мазурина (1771—1834). Умерла в Москве и похоронена на Ваганьковском кладбище. Имел одного сына:
- Спиридона (1860/1861—1861)